# Paul Kewitsch
Paul Kewitsch (* 10. Mai 1909 in Allenstein im Ermland; † 11. Januar 1997 in Paderborn) war ein deutscher römisch-katholischer Priester und Sachbuchautor.

## Leben
Paul Kewitsch wuchs in Allenstein auf und wurde am 24. Februar 1935 in Frauenberg durch Bischof Maximilian Kaller zum katholischen Priester geweiht. Er wirkte bis 1939 als Kaplan in Allenstein und wurde zusätzlich zum Dekanatsjugendseelsorger ernannt. Als der Zweite Weltkrieg begann, arbeitete er als Militärseelsorger im südlichen Landkreis Allenstein. Im Januar 1945 kam er im Zuge der Flucht und Vertreibung aus Allenstein nach Lippstadt und wurde vom Paderborner Erzbischof Lorenz Jaeger am 7. Oktober 1945 mit der Flüchtlings- und Vertriebenenseelsorge beauftragt. Er war Leiter der katholischen Osthilfe des Diözesanverbandes der Caritas im Erzbistum Paderborn. Ab Oktober 1945 koordinierte Prälat Kewitsch im Auftrag des Caritasverbandes Paderborn die Verteilung der CARE-Pakete. Er betreute Flüchtlinge und Heimatvertriebene und sorgte für Wohnraum und geistliche Hilfe. Er leitete die Melde- und Leitstelle für Spätausgesiedelte katholische Jugendliche.
Paul Kewitsch wurde 1948 Herausgeber des Allensteiner Briefes. Er veröffentlichte Anthologien von ermländischen Autoren und publizierte Artikel über seine Tätigkeit als Flüchtlingspriester. Der Nachlass befindet sich im Stadtarchiv Paderborn.
In Anerkennung seiner Verdienste ernannte ihn am 3. April 1959 der Papst Johannes XXIII. zum Päpstlicher Geheimkämmerer. 1970 erhielt er Anerkennung vom Bundespräsidenten, 1975 durch den Deutschen Caritasverband Freiburg im Breisgau und 1983 durch die Agnes-Miegel-Plakette.

## Publikationen (Auswahl)
- Heimat in uns. Allensteiner Autoren. Gedichte, Erzählungen, 1969
- 25 Jahre danach. Allensteiner Autoren. Gedichte, Erzählungen, 1970
- Spiegel der Zeit. Allensteiner Autoren.  Erzählungen, 1971
- Wir alle sind Kinder. Allensteiner Autoren, Reime, Erzählungen, 1972
- Ein Jahresring, Gedichte, Erzählungen. 1974
- mit Hermann Multhaupt: Die aus dem Dunkeln kommen. Begegnungen mit Spätaussiedlern (= Bücher der Vier, Bd. 6). Melde- und Leitstelle für Spätausgesiedelte katholische Jugendliche, Paderborn 1977. DNB 800951409
- Bausteine zur Kultur. Allensteiner Profile. 1975
- Hat der Mensch Worte… Allensteiner Autoren, Satiren, Erzählungen, 1976
- Chronik des „Maximilian-Kaller-Heims“. 1952–1977. Balve-Helle im Sauerland, 1977. DNB 800800443
- Nichts ohne Gnade. Allensteiner Autoren, Gedichte, Erzählungen, 1979
- Der Heimatlosennot und -hilfe im Erzbistum Paderborn. In: Caritas, Freiburg im Breisgau 1985, Bd. 86, Heft 6, S. 288–294.

### Als Herausgeber
- Heimatlieder aus dem Ermland. Ermland singt. Partitur. Selbstverlag 1949. OCLC 313025038
- Bischof Kaller spricht. Hirtenbriefe des Flüchtlingsbischofs Maximilian Kaller. Wewelsburg 1951. OCLC 180164263
- Nicolaus Coppernicus 1473–1543. Bonn 1973. OCLC 831056509
- Anton Funk: Die Geschichte der Stadt Allenstein 1348–1948. Selbstverlag, 1986.